# 昆蟲棋
昆蟲棋（Hive），或譯蜜蜂棋、蜂巢棋、蟲蟲蜂房，是John Yianni在2001年推出，以昆蟲為主題，兩人對戰的棋類遊戲，機制類似塊相棋。

## 棋具
- 棋子造型為六角型的扁方塊，共二十二枚棋子，每方棋子兵種有一枚蜂后、兩枚蜘蛛、兩枚甲蟲、三枚蚱蜢、三枚螞蟻。
- 不需棋盤便可遊戲，也可想像棋盤是一個類同於蜂窩的六角型棋盤。

## 棋規
- 開始時，棋子皆在雙方手邊，每輪流輪放置棋子或移動棋子至空棋位。除第一次放子外，其他棋子需放在己棋六個鄰邊之一，且放子棋的鄰邊皆不得有敵棋，除非是敵棋最上面有己棋壓住。在四輪內，必須放下蜂后。放下蜂后後，方可行棋。
  - 蜂后走一格。
  - 螞蟻可到任何棋子鄰邊。
  - 蜘蛛必須正好走三格。
  - 蚱蜢跳過鄰近棋子，可跳過同一方向串連的棋子群，但要落在所跳過棋子同一方向的鄰邊。
  - 甲蟲走一格，可爬至任何棋子上面，爬上棋子的甲蟲也可被其他甲蟲爬上，被壓住的棋子皆不可動。
- 無論行棋前後，所有棋子必須串連，也就是棋子必須移到其他棋子（不限敵我）鄰邊，並且不使棋子隊伍分為兩斷。此規則稱為One Hive Rule。

- 需在二維平面上行子的棋子，不能穿過會卡住的棋位，如由五枚棋子形成的內洞。既使是爬上第二層的甲蟲，若同層或更高層的棋子使前者卡住，仍無法爬至內洞內。蚱蜢不受此限制。

- 使敵方蜂后被周圍棋子（不限敵我）六邊包圍，即獲勝。[1]

## 擴充版
- 2007年擴充版，每方多一枚新棋子：蚊子：行棋模仿周圍鄰邊所有棋子的走法，本身並無走法。因此當蚊子只與蚊子接觸時，不能移動[2]。
- 2010年擴充版，每方多一枚新棋子：瓢蟲：必須正好走三格，前兩格必須在任何棋子上移動，後一格必須落於地面[3]。
- 2013年擴充版，每方多一枚新棋子：鼠婦：走一格，及可移動周圍鄰邊一枚棋子先移動到鼠婦上方，再移動到周圍鄰邊空位[4]。

## 外部連結
- 昆蟲棋線上遊戲